# Bill Garnett
William Patrick Garnett, detto Bill (Kansas City, 22 aprile 1960), è un ex cestista statunitense, professionista nella NBA e in Italia.

## Carriera
Venne selezionato dai Dallas Mavericks al primo giro del Draft NBA 1982 (4ª scelta assoluta).